# Semnothyrsus
Semnothyrsus là chi thực vật có hoa trong họ Acanthaceae.